# Sylvie D'Amours
Pour les articles homonymes, voir D'Amours.
Sylvie D'Amours, née le 19 août 1960 à Malartic, est une femme politique québécoise.
Elle est la députée caquiste de la circonscription de Mirabel depuis les élections de 2014. Elle est, du 18 octobre 2018 au 9 octobre 2020, ministre responsable des Affaires autochtones et ministre responsable des Laurentides.

## Biographie
Née le 19 août 1960 à Malartic, Sylvie D'Amours est mariée à André Lauzon et mère de deux filles. Elle est propriétaire du vignoble Les Vents d’Ange et du Centre d’interprétation de la Courge. Elle a reçu en 2005 le prix Femme d’affaires de l’année, remis par le Réseau des femmes d’affaires du Québec, pour le secteur des Mille-Îles. En 2007, son entreprise reçoit le Grand Prix du tourisme québécois – Prix de l’Union des producteurs agricoles section Agrotourisme et produits régionaux pour son centre d’interprétation.[réf. nécessaire]

## Vie politique
En 2009, elle est élue conseillère municipale de la municipalité de Saint-Joseph-du-Lac. Elle est chargée des dossiers du transport en commun, de l’agriculture, du développement économique régional, de l’environnement et de l’urbanisme. À ce titre, elle préside le comité agroalimentaire de la Conférence régionale des élus (CRÉ).
Elle rejoint la Coalition avenir Québec à sa création et est candidate dans Mirabel lors des élections générales de 2012. Elle termine deuxième avec 36,35 %, distancée de 3 300 voix par la péquiste Denise Beaudoin, députée sortante.
Lorsque les élections générales de 2014 sont déclenchées, elle se représente dans la même circonscription. Cette fois-ci, elle l'emporte avec 2 069 voix d'avance (39,24 %) sur la sortante péquiste (34,28 %).
Lors des élections générales québécoises de 2018, elle est réélue et son parti forme un gouvernement majoritaire. Elle est nommée ministre responsable des Affaires autochtones et ministre responsable des Laurentides dans le gouvernement de François Legault.
Le 9 octobre 2020, elle perd son poste de ministre responsable des Affaires autochtones au profit de Ian Lafrenière,.
Après avoir hésité à se représenter lors des prochaines élections en octobre 2020, Sylvie D'Amours confirme, en mai 2022, qu'elle sollicitera un troisième mandat. Elle est réélue lors des élections du 3 octobre 2022.
Elle est présidente de la Commission de l'économie et du travail depuis le 6 décembre 2022 et vice-présidente de la Délégation de l'Assemblée nationale pour les relations avec le Sénégal depuis le 20 février 2023.

## Fonctions parlementaires
À son arrivée en avril 2014, elle devient la porte-parole du deuxième groupe d'opposition en matière d'agriculture, de pêcheries et d'alimentation. Elle siège, entre autres, sur la Commission de l'agriculture, des pêcheries, de l'énergie et des ressources naturelles. En janvier 2016, l’Union paysanne la qualifiait de « meilleure députée de l’opposition en agriculture depuis plus de 15 ans ». Après un passage comme porte-parole en matière de famille, elle a récemment accepté de retourner à ses premiers amours en reprenant la responsabilité de porte-parole en matière d'agriculture tout en maintenant celle du tourisme.
Elle est aussi membre de nombreuses délégations telle que: 
- Délégation de l’Assemblée nationale pour les relations avec la Catalogne (DANRC) depuis le 20 juin 2014
- Délégation de l’Assemblée nationale pour les relations avec l’Assemblée nationale française (DANRANF) depuis le 20 juin 2014
- Délégation de l’Assemblée nationale pour les relations avec le Sénat français (DANRSF) depuis le 20 juin 2014
- Délégation de l’Assemblée nationale pour les relations avec les institutions européennes (DANRIE) depuis le 20 juin 2014
- Section du Québec de l’Association parlementaire Nouveau-Brunswick–Québec (APNBQ) depuis le 20 juin 2014
- Section du Québec de l’Association parlementaire Québec-Louisiane (APQL) depuis le 16 mars 2016
- Délégation de l’Assemblée nationale pour les relations avec la Préfecture de Kyoto (DANRPK) depuis le 9 août 2016
- Délégation de l’Assemblée nationale pour les relations avec le Shandong (DANRS) depuis le 9 août 2016.

## Résultats électoraux
|                                                                                             | Nom                        | Parti                 | Nombre de voix | %      | Maj.   |
| ------------------------------------------------------------------------------------------- | -------------------------- | --------------------- | -------------- | ------ | ------ |
|                                                                                             | Sylvie D'Amours (sortante) | Coalition avenir      | 21 639         | 50,1 % | 14 393 |
|                                                                                             | Carole Savoie              | Parti québécois       | 7 246          | 16,8 % | -      |
|                                                                                             | Marjolaine Goudreau        | Québec solidaire      | 6 222          | 14,4 % | -      |
|                                                                                             | Gala Durand                | Conservateur          | 4 936          | 11,4 % | -      |
|                                                                                             | Isabella Giosi             | Libéral               | 2 918          | 6,8 %  | -      |
|                                                                                             | Pierre Larouche            | L'union fait la force | 159            | 0,4 %  | -      |
|                                                                                             | Rémi Lavoie                | Démocratie directe    | 64             | 0,1 %  | -      |
| Total                                                                                       | Total                      | Total                 | 43 184         | 100 %  |        |
| Le taux de participation lors de l'élection était de 69 % et 643 bulletins ont été rejetés. |                            |                       |                |        |        |

|                                                                                               | Nom                        | Parti                | Nombre de voix | %      | Maj.   |
| --------------------------------------------------------------------------------------------- | -------------------------- | -------------------- | -------------- | ------ | ------ |
|                                                                                               | Sylvie D'Amours (sortante) | Coalition avenir     | 21 602         | 54,6 % | 14 440 |
|                                                                                               | Denise Beaudoin            | Parti québécois      | 7 162          | 18,1 % | -      |
|                                                                                               | Marjolaine Goudreau        | Québec solidaire     | 5 916          | 15 %   | -      |
|                                                                                               | Camille Arsenault Brideau  | Libéral              | 3 526          | 8,9 %  | -      |
|                                                                                               | Émilie Paiement            | Vert                 | 688            | 1,7 %  | -      |
|                                                                                               | Désiré Mounanga            | Conservateur         | 296            | 0,7 %  | -      |
|                                                                                               | Vincent Laurin             | Bloc pot             | 231            | 0,6 %  | -      |
|                                                                                               | Patricia Vaca              | Changement Intégrité | 122            | 0,3 %  | -      |
| Total                                                                                         | Total                      | Total                | 39 543         | 100 %  |        |
| Le taux de participation lors de l'élection était de 70,7 % et 680 bulletins ont été rejetés. |                            |                      |                |        |        |

|                                                                                               | Nom                       | Parti            | Nombre de voix | %      | Maj.  |
| --------------------------------------------------------------------------------------------- | ------------------------- | ---------------- | -------------- | ------ | ----- |
|                                                                                               | Sylvie D'Amours           | Coalition avenir | 16 359         | 39,2 % | 2 069 |
|                                                                                               | Denise Beaudoin (sortant) | Parti québécois  | 14 290         | 34,3 % | -     |
|                                                                                               | Ismaël Boisvert           | Libéral          | 8 068          | 19,4 % | -     |
|                                                                                               | Mylène Jaccoud            | Québec solidaire | 2 543          | 6,1 %  | -     |
|                                                                                               | André Linskiy             | Conservateur     | 229            | 0,5 %  | -     |
|                                                                                               | Curtis Jean-Louis         | Option nationale | 200            | 0,5 %  | -     |
| Total                                                                                         | Total                     | Total            | 41 689         | 100 %  |       |
| Le taux de participation lors de l'élection était de 70,5 % et 872 bulletins ont été rejetés. |                           |                  |                |        |       |

|                                                                                               | Nom                       | Parti            | Nombre de voix | %      | Maj.  |
| --------------------------------------------------------------------------------------------- | ------------------------- | ---------------- | -------------- | ------ | ----- |
|                                                                                               | Denise Beaudoin (sortant) | Parti québécois  | 19 467         | 43,8 % | 3 300 |
|                                                                                               | Sylvie D'Amours           | Coalition avenir | 16 167         | 36,4 % | -     |
|                                                                                               | Ismaël Boisvert           | Libéral          | 5 812          | 13,1 % | -     |
|                                                                                               | Mylène Jaccoud            | Québec solidaire | 1 687          | 3,8 %  | -     |
|                                                                                               | Jean-François Pouliot     | Option nationale | 988            | 2,2 %  | -     |
|                                                                                               | Éric Émond                | Sans désignation | 353            | 0,8 %  | -     |
| Total                                                                                         | Total                     | Total            | 44 474         | 100 %  |       |
| Le taux de participation lors de l'élection était de 78,4 % et 664 bulletins ont été rejetés. |                           |                  |                |        |       |